# John Condon
John «Johnny» Condon (28 de febrero de 1889 – 21 de febrero de 1919) fue un boxeador británico. Obtuvo una medalla de plata en la categoría de peso gallo durante los Juegos Olímpicos de Londres 1908. A nivel profesional logró una marca de 3 victorias, 5 derrotas y un empate; obteniendo un título de peso gallo de la Asociación de Boxeo Amateur de Inglaterra en 1909.